# 欽憲皇后
纥石烈皇后（？—1136年），金太祖完颜阿骨打皇后，生三子：宋王完颜宗望（斡里不）、陈王完颜宗隽（訛魯觀）、沈王完颜讹鲁。
天会十三年（1135年），金熙宗尊纥石烈皇后为庆元宫太皇太后。十四年（1136年）正月初一己巳朔，熙宗在庆元宫朝见紇石烈太皇太后，紇石烈太皇太后然后御乾元殿，受群臣朝贺。正月初九丁丑，紇石烈太皇太后在庆元宫驾崩。二月初五癸卯，紇石烈太皇太后祔葬睿陵，谥号钦宪皇后。

## 延伸阅读
[在维基数据编辑]
 《金史·卷63》，出自脱脱《遼史》